# Lemoniada Gada (ścieżka dźwiękowa)
Lemoniada Gada (ang. Lemonade Mouth) – ścieżka dźwiękowa do filmu pod tym samym tytułem wydana 12 kwietnia 2011 przez wytwórnię Walt Disney Records. W styczniu 2012 album ten osiągnął sprzedaż 379.000 egzemplarzy na całym świecie. Znalazł się także na wysokich pozycjach wielu notowań m.in. w Ameryce, gdzie zajął czwartą pozycję w notowaniu listy Billboard 200, czy w USA zajmując trzecią pozycję na Top Digital Albums, US Top Soundtrack, i Kid Albums. Soundtrack notowany był także w takich krajach jak Australia, Austria, Belgia, Holandia, Polska i Hiszpania, gdzie zajął kolejno 71, 38, 25, 100, 79, 26 i 38 pozycję. Pod koniec 2011 roku płyta zajęła 87 pozycję na Billboard 200, 7 na US Top Soundtrack i 3 na Kid Albums. Z albumu wydane zostały trzy single go promujące "Somebody", "Determinate" oraz "Breakthrough". Zajęły one kolejno 89, 51 i 88 pozycje na liście Billboard Hot 100. We wrześniu 2012 ostateczny nakład soundtracka wyniósł 402 tys. egzemplarzy.

## Lista utworów
1. "Turn Up the Music" - 2:56
2. "Somebody" - 3:28
3. "And the Crowd Goes" - 3:28
4. "Determinate" - 3:18
5. "Here We Go" - 2:53
6. "She's So Gone" - 3:06
7. "More Than a Band" - 2:40
8. "Don't Ya Wish U Were Us?" - 3:19
9. "Breakthrough" - 3:27
10. "Livin' On a High Wire" - 2:38